# Optic Nerve (programme de surveillance)
Pour les articles homonymes, voir Optic Nerve.
Optic Nerve est un programme secret de surveillance de masse créé par le service de renseignements électronique du gouvernement britannique (GCHQ), qui collecte les images des webcams des utilisateurs de Yahoo,.

## Description
Le 27 février 2014, le Guardian révèle l'existence du programme Optic Nerve (« nerf optique ») sur la base de documents divulgués par Edward Snowden,. Dans un second article, le Guardian indique que ce programme de surveillance globale serait rendu légal grâce à la loi britannique Regulation of Investigatory Powers Act 2000.
Ce programme, lancé en phase de tests en 2008 par le GCHQ, était toujours actif en 2012. Il intercepte en masse les images directement sur les câbles internet par lesquels transitent l'essentiel des informations sur Internet,. Les images auraient été enregistrées à raison d'une toutes les cinq secondes par utilisateur
, à priori à partir du flux de l'application Yahoo Messenger, car l'agence britannique avait remarqué que certaines de ses cibles utilisaient ce service pour échanger des informations. 
Sur une période de six mois en 2008, le programme a ainsi collecté et enregistré dans les bases de données de l'agence les images de 1,8 million d'utilisateurs,. 
Le Guardian rapporte que l'agence estime qu'entre 3 et 11 pour cent des images recueillies montraient des personnes partiellement ou entièrement dénudées.  Le quotidien précise que le GCHQ s'est efforcé tant bien que mal de garder hors de portée de son personnel cette "quantité substantielle de communications explicitement sexuelles". Un document du GCHQ précise que « Malheureusement [...] il semblerait qu'un nombre surprenant de personnes utilisent les conversations vidéo pour montrer des parties intimes de leur corps à d'autres personnes. Le fait que le logiciel de Yahoo permette à plus d'une personne de regarder une diffusion de vidéo sans nécessairement envoyer de signal réciproque signifie qu'il semble être parfois utilisé pour diffuser de la pornographie. ».
Ce programme a été utilisé pour des expériences de reconnaissance faciale automatique, en vue de surveiller les « objectifs existants » du GCHQ et de découvrir de nouvelles « cibles d'intérêt ».
Ces données étaient ensuite traitées et enregistrées par un système fourni par la NSA, et les informations de webcam étaient utilisées dans l'outil XKeyscore de l'agence américaine,.
Le Guardian indique par ailleurs dans son article qu'un document du GCHQ présente avec intérêt le potentiel et les capacités de la caméra Kinect de la Xbox 360, en indiquant qu'elle a généré un « trafic de webcam assez normal » et a été évalué dans le cadre d'un programme plus large. Enfin, au-delà des webcams et des consoles, le Guardian indique que le GCHQ et la NSA ont cherché à construire des outils plus détaillés et précis de reconnaissance faciale, tels que des caméras de reconnaissance de l'iris.

## Réactions
Yahoo a vivement réagi à ces informations en indiquant que "Nous n'étions pas au courant et nous ne tolérons pas cette activité, si elle est confirmée". et en dénonçant « un niveau inédit d'atteinte à la vie privée de [ses] utilisateurs qui est totalement inacceptable »,.
Un porte-parole de Yahoo a ajouté que l'entreprise était « déterminé à assurer la sécurité des utilisateurs en renforçant le chiffrement de ses services ». En outre, il a précisé : "Nous appelons les gouvernements du monde entier à réformer la législation sur la surveillance pour qu'elle soit en accord avec les principes que nous avons exposés en décembre",.